# توماش روسينسكي
توماش روسينسكي (بالبولندية: Tomasz Rosiński) مواليد 24 فبراير 1984 في اوسترو ولكوبوليسكي، بولندا، هو لاعب كرة يد بولندي. يلعب حاليا مع فيف تارغي كيلسي ويحمل الرقم 24.

## روابط خارجية
- توماش روسينسكي على موقع الاتحاد الأوروبي لكرة اليد (الإنجليزية)